# Tragelaphus
Tragelaphus (Nederlands: Koedoes) is een geslacht van middelgrote tot grote antilopen uit de familie van de holhoornigen (Bovidae). Het geslacht omvat tien soorten. Alle soorten zijn licht gebouwd, hebben een lange nek en vertonen een aanzienlijk seksueel dimorfisme.
De naam Tragelaphus komt van de mythische 'tragelaph': een kruising van een geit en een hert.

## Soorten
Er worden tien verschillende soorten in dit geslacht geplaatst:
- Ondergeslacht Ammelaphus
  - Tragelaphus imberbis (Blyth, 1869) – Kleine koedoe
- Ondergeslacht Nyala
  - Tragelaphus angasii Angas, 1848 – Nyala
- Ondergeslacht Strepsiceros
  - Tragelaphus strepsiceros (Pallas, 1766) – Grote koedoe
- Ondergeslacht Taurotragus
  - Tragelaphus derbianus (Gray, 1847) – Reuzenelandantilope
  - Tragelaphus oryx (Pallas, 1766) – Elandantilope
- Ondergeslacht Tragelaphus
  - Tragelaphus buxtoni (Lydekker, 1910) – Bergnyala
  - Tragelaphus eurycerus (Ogilby, 1836) – Bongo
  - Tragelaphus scriptus (Pallas, 1766) – Noordelijke bosbok
  - Tragelaphus spekii Speke, 1863 – Sitatoenga
  - Tragelaphus sylvaticus (Sparrman, 1780) – Zuidelijke bosbok

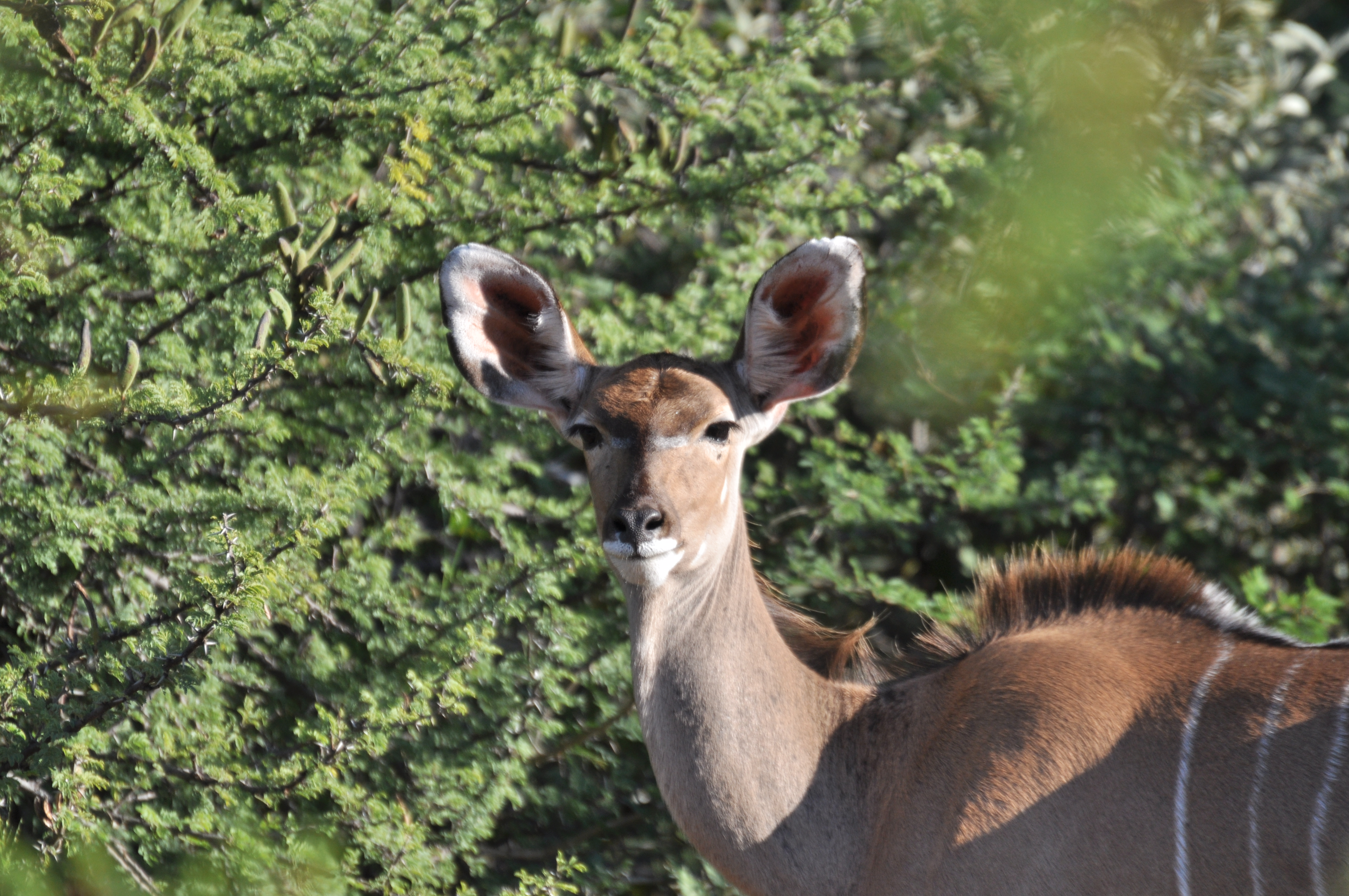
De grote oren van de koedoe, gezien in Namibië